# Misa Watanabe
Misa Watanabe (jap. 渡辺 美佐 Watanabe Misa; ur. 30 kwietnia 1964 w Tokio) – japońska seiyū, aktorka dubbingowa i narratorka związana z Aoni Production. Znana jest głównie z roli Nefertari Vivi w serialu One Piece.
Podkładała głosy pod takie aktorki jak Cameron Diaz i Téa Leoni.

## Wybrane role
- 1991: Gigi i fontanna młodości – matka
- 1996: Baby & Me – Yukako Enoki
- 1998: Master Keaton – Anna
- 2000: Saiyuki – matka Momoko
- 2001: Geneshaft – Ann
- 2001: One Piece – Nefertari Vivi
- 2001: X – Tokiko Magami
- 2002: Naruto –
  - Tsunami,
  - Tsukiko Kagetsu
- 2003: Ashita no Nadja – Marie
- 2005: Basilisk – Akeginu
- 2006: Demashita! Powerpuff Girls Z – Kiyoko Gotokuji
- 2006: Air Gear – Kyo
- 2006: Ergo Proxy – Swan
- 2006: Hataraki Man – Midoriko Shirakawa
- 2007: Dinosaur King – Ursula
- 2007: Higurashi no naku koro ni – Rina Mamiya
- 2007: Fresh Pretty Cure! – Northa
- 2014: Sailor Moon Crystal – królowa Beryl
- 2015: World Trigger – Nozomi Kako